# سوزان حسن
سوزان حسن (مواليد 6 يوليو 1950) هي مذيعة وممثلة مصرية، أشتهرت لتقديمها برنامج صباح الخير يا مصر وشغلت منصب رئيسة الإذاعة والتلفزيون المصري.

## حياتها المبكرة
ولدت سوزان يوم 6 يوليو 1950 بقرية بحطيط مركز أبو حماد، عمل والدها كمهندس ووكيل وزارة النقل، ووالدتها كانت من أشهر مصممات الأزياء، درست بكلية التجارة القاهرة، وحصلت على البكالوريوس عام 1975 بتقدير جيد جدًا، وعملت كموظفة في الشئون الإدارية والمالية باتحاد الإذاعة والتليفزيون، وبعدها أجرت اختبارات للعمل كمذيعة، وبعد بضعة أشهر من عملها كمذيعة سافرت مع زوجها إلى لندن للحصول على الدكتوراه، وعاشت في لندن 5 سنوات كاملة.

## حياتها المهنية
بعد عودتها من لندن عملت ببرنامج لقاء الأجيال واستمر 10 سنوات كاملة وكان برنامج يضم في كل حلقة 3 أجيال مختلفة ثم قدمت برنامج صباح الخير يامصر وفي عام 2002 تولت نائب رئيس القناة الأولي، وأصبحت رئيس القناة الأولي 2003 واستمرت حتى 2005 وتولت في 2005 رئاسة التلفزيون المصري واستمرت 4 سنوات، وعينت عضوا منتدبا بمدينة الإنتاج الإعلامى .

## الجوائز
في يونيو 2021 حصلت على جائزة التميز الإعلامي من قبل مهرجان المركز الكاثوليكي للسينما.